# لی دوایز
لی دوایز (به انگلیسی: lee dewyze) (زاده ۲ آوریل ۱۹۸۶) خواننده، ترانه سرا و برنده نهمین دوره از سری مسابقات آمریکن آیدل است.